# 아드먼 애니메이션
아드먼 애니메이션 주식회사(영어: Aardman Animations, Ltd) 또는 아드먼 스튜디오(영어: Aardman Studios)는 1972년 설립되어 브리스틀에 본사를 둔 영국의 애니메이션 제작사이다. 아드먼은 스톱 모션 클레이 애니메이션 기술을 사용하여 만든 영화로 특히 점토를 사용하여 제작한 영화 《월리스와 그로밋》으로 유명하다. 《오자트》(1997)를 시작으로 1990년대 후반에 실험용 컴퓨터 애니메이션 단편 영화를 제작한 후 《플러쉬》(2006)로 컴퓨터 애니메이션 시장에 진출했다. 아드먼 영화는 전 세계적으로 9억 3,320만 달러의 흥행 수익을 기록했으며, 영화 당 평균 1억 6천 3백만 달러를 기록했다. 모든 스톱 모션 영화는 데뷔작인 《치킨 런》(2000)이 가장 높은 수익을 올린 스톱 모션 영화인 동시에 가장 높은 매출을 올리는 스톱 모션 영화 중 하나이다.

## '아드먼(Aardman)'의 기원
아드먼의 공동 설립자인 피터와 데이비드가 학창시절일 때, 처음으로 돈을 받고 BBC에 판매하였던 애니메이션 이름이 ‘아드먼’이었다. 아드먼은 남아프리카에 서식하는 포유류와 동물 아드박(Aardvark)의 ‘아드’와 슈퍼맨(Superman)의 ‘맨’을 결합하여 만들어낸 단어이다.

## 역사
아드먼 스튜디오의 창업자인 피터로드 (Peter Lord) 와 데이비드 스프록스톤 (David Sproxton)은 저예산 프로젝트로 애니메이션 영화 제작의 꿈을 실현하고자 하였다. 둘은 <BBC>의 청각장애아동용 프로그램 <Vision On>에 쓰일 작업을 의뢰받고 히어로 ‘아드먼’이 등장하는 셀 애니메이션을 만들었다. 그 후 로드와 스프록스톤은 1972년에 ‘Aardman Animations’ 라는 이름을 등록하였다. 1976년에 그들은 각자 다른 학부를 졸업한 후 회사를 영국 브리스톨로 옮겨 어린이 프로그램 <Take Hart>를 위해 [Morph]를 창작했다.
1982년 로드와 스트록턴은 인형 캐릭터로 실시간 대화가 가능한 혁신적인 기법을 발전시킨다. 이 기법을 이용한 <부지런한 새(Early Bird)>라는 작품으로 아드먼은 실제 사람처럼 통찰력, 유머, 감수성을 가진 캐릭터를 개발하게 된다.
로드와 스트록턴은 국립영화텔레비전학교에서 닉 파크(Nick Park)를 만난다. 파크는 1985년 정규직으로 회사에 합류한다. 이때 파크는 <월래스와 그로밋: 화려한 외출(Wallace & Gromit: A Grand Day Out)>을 제작하고 있었다.
1986년 피터 가브리엘(Peter Gabriel)이 스티븐 존슨(Stephen Johnson)과 스티븐 퀘이(Stephen Quay) 형제에게 함께 새로운 록 뮤직 비디오를 제작하자고 제안한다. 이때 제작한 <대형 망치(Sledgehammer)>가 그해 거의 모든 상을 휩쓴다.
1989년 아드먼은 채널 4 텔레비전의 지원으로 5분 길이의 시리즈물 <립 싱크(Lip Sync)>를 제작한다. 이 시리즈는 실제 인물의 목소리를 바탕으로 실제 인물에 기반을 둔 캐릭터로 획기적인 애니메이션의 세계를 열게 된다. 같은 방법으로 제작된 파크의 <동물원 인터뷰(Creature Comforts)>가 1991년 63회 아카데미에서 최우수 단편 애니메이션 상을 수상한다.
1994년 파크가 제작한 30분 길이의 애니메이션 <월래스와 그로밋: 전자바지 소동(Wallace & Gromit: The Wrong Trousers)>이 전 세계적으로 30개의 상을 수상한다. 이 작품은 파크의 가장 성공한 애니메이션 중 하나로 꼽힌다.
1996년 파크는 <월래스와 그로밋: 양털 도둑(Wallace & Gromit: A Close Shave)>으로 제68회 아카데미에서 단편 애니메이션 작품 상을 수상한다. <월래스와 그로밋: 전자바지 소동>과 더불어 이 작품은 아드먼의 명성을 확고하게 만든다. 또한 로드가 채널 4를 위해 제작한 <왕자와 거지(Wat’s Pig)>도 아카데미에 노미네이트된다.
1998년 아드먼은 <무대 공포증(Stage Fright)>으로 영국의 아카데미에 해당하는 제51회 BAFTA(British Academy of Film and Television Arts, 영국 영화 및 텔레비전 예술상)를 수상한다. 11분 길이의 이 단편 애니메이션 역시 채널 4가 지원했다. <월래스와 그로밋: 전자바지 소동>과 <월래스와 그로밋: 양털 도둑>에서 파크의 키 애니메이터를 맡았던 스티브 박스(Steve Box)가 이 작품을 감독했다.
같은 해, 리처드 골조스키(Richard Goleszowski)가 감독한 <렉스 더 런트(Rex, The Runt)>가 BBC2에서 방영되고 국제적으로 수많은 상을 수상한다. <렉스 더 런트>와 마찬가지로 어린이와 어른 모두를 대상으로 한 두 번째 시리즈도 BBC2의 지원으로 2001년 방영된다.
<앵그리 키드: 러시안룰렛(Angry Kid: Russian Roulette)>은 대런 월시(Darren Walsh)가 감독한 애니메이션으로 아톰필름(Atomfilms.com)를 통해 처음으로 인터넷에 독점 방영되었다. BBC3가 두 번째 시리즈를 지원해서 주요 시간에 방영되었다.
아드먼은 2000년 최초의 극장용 장편 애니메이션인 <치킨 런(Chicken Run)>을 드림웍스(DreamWorks Animation)의 지원을 받아 제작한다. 로드와 파크 두 사람이 감독을 맡았으며 6월에 미국과 영국에서 개봉해 비평가들로부터 좋은 평가를 받았고 박스오피스에서도 실적이 좋았다. 전 세계적으로 극장에서만 2억 달러를 벌어들였다.
2002년 가을에 1분 길이의 ‘월래스와 그로밋’ 10편을 묶은 <월래스와 그로밋: 요절복통 발명품들(Wallace & Gromit: Cracking Contraptions)>이 개봉한다. 인터넷으로 개봉되어 전 세계적으로 수십만 명이 보았다. 이후 10편 모두 가을과 크리스마스 시즌에 BBC1을 통해 방송되었다. 미국에서는 애텀필름스를 통해 온라인으로 상영되었다.
평론가들의 호평과 박스오피스의 성공에 힘입어 ‘월래스와 그로밋’의 첫 번째 극장용 애니메이션 <월래스와 그로밋: 거대 토끼의 저주(Wallace & Gromit: The Curse Of The Were-Rabbit)>가 2005년 10월 드림웍스에 의해 개봉된다. 이 작품은 미국과 영국 모두에서 박스오피스 정상을 차지한다. 그리고 아카데미 최우수 극장용 애니메이션 상과 BAFTA의 최우수 영국 영화 상을 수상한다.
2006년 10월 드림웍스를 통해 전 세계에 상영된 <플러시(Flushed Away)>가 최초의 CG영화로 2007년 영국 아카데미에 노미네이트된다. 텔레비전 시리즈 <못 말리는 어린 양 숀(Shaun the Sheep)>이 2007년 BBC1과 CBBC에서 첫 방송된다. 파크의 아카데미상 수상작 <월래스와 그로밋: 양털 도둑>에서 영향을 받은 이 시리즈는 전 세계에 판매되었다.
1990년에 제작해서 크게 성공했던 <동물원 인터뷰>의 미국 버전을 제작한다. 다른 한편으로는 새로 디지털 부서를 설립해서 회사를 확장한다. 여기서는 디지털 콘텐츠만 제작하고 공급도 온라인에만 한다. 국제적인 명성이 높아짐에 따라 소니픽처스(Sony Pictures Animation)와 <아서 크리스마스(Arthur Christmas)>와 <허당 해적단(Pirates!: In An Adventure With Scientists)>를 제작하기로 계약한다.
<월래스와 그로밋: 빵과 죽음의 문제(Wallace & Gromit: A Matter of Loaf and Death)>가 BBC1을 통해 2008년 크리스마스에 방송되어 1615만 명이 시청하는 기록을 세운다. 2009년 미국 아카데미 단편 애니메이션 작품 상에 노미네이트되고, 제62회 영국 아카데미에서 단편 애니메이션 작품 상을 수상한다. 이로써 ‘월래스와 그로밋’ 시리즈의 모든 작품이 BAFTA를 수상하거나 아카데미에 노미네이트되었다.
2009년 ‘월리스와 그로밋’은 런던의 과학박물관에서 ‘탁월한 아이디어의 세계’라는 주요 전람회에 전시되어 50만 명의 관람객을 끌어들인다. 아드먼 최초의 취학 전 아동 대상 애니메이션인 <티미 타임(Timmy Time)>이 텔레비전 방송으로 데뷔한다. 이 해에 아드먼은 테이트 갤러리 그리고 자선 단체인 레거시 트러스트 UK와 함께 영화 프로젝트 계약을 맺고 영국 전역의 아이들이 온라인 커뮤니티를 통해 애니메이션 영화에 관한 아이디어를 내게 한다. 이런 아이디어가 밑바탕이 된 <테이트 무비(The Tate Movie, 2011)>는 가장 많은 사람들이 제작에 참여한 기록으로 기네스북에 오른다. 이 프로젝트는 혁신 부문과 인터렉티브 부분에서 영국 아카데미를 비롯한 수많은 영화제에서 수상한다.
2010년 새로운 6편의 텔레비전 시리즈로 <월래스와 그로밋의 발명 세계(Wallace and Gromit’s World of Invention)>가 BBC에서 방송되고, 동시에 웹사이트가 문을 열고 게임도 개발되어 시청자들의 경험이 멀티 플랫폼으로 확장된다. 이로써 아드먼은 영국 아카데미에서 뉴미디어 부문을 수상한 최초의 회사가 된다. 또한 <못 말리는 어린 양 숀>의 스핀오프 게임인 <홈십홈(Home Sheep Home)>을 내놓아 큰 성공을 거둔다. 이 게임은 발매 첫해에만 7000만 플레이에 가까운 기록을 세워 산업 관련 상도 수없이 받는다.
2011년 소니픽처스와 계약을 맺어 제작한 액션 어드벤처 코미디물인 <아서 크리스마스(Arthur Christmas)>가 2011년 11월에, 그리고 <허당 해적단(Pirates! - In An Adventure With Scientists)>는 2012년 3월에 개봉해서 다음해에 아카데미상에 노미네이트된다.
2012년 6월 <월래스와 그로밋의 뮤지컬 마블(Wallace and Gromit’s Musical Marvels)>이라는 라이브 오케스트라 이벤트가 열리고 <월래스와 그로밋: 빵과 죽음의 문제>라는 제목으로 로열 앨버트 홀에서 가족 오케스트라 공연을 시작했다. 그리고 다음해에는 월래스와 그로밋 테마파크 라이드 ‘스릴 오 매틱(Thrill-o-Matic)’이 블랙풀 플레저 비치에서 개장했다.
2013년 자선 예술 트레일로 Gromit Unleashed 트레일에서 10주 동안 80개의 거대한 그로밋 조각품을 전시하였다. 아티스트, 유명 인사 및 패션 디자이너들이 5 피트 그로밋 (Gromits) 디자인을 제작하고 120만 명이 넘는 방문객을 유치했으며 브리스톨 (Bristol) 경제에 막대한 1억 2천 2백만 파운드를 기부하였다. 또한 2015년에 120개의 거대한 숀더쉽(Shaun the Sheep) 조각품으로 런던과 브리스톨 거리를 장식하여 어린이 병원을 위한 1,000,000 파운드가 넘는 금액을 모금하였다.
2013년 4월, 아드먼은 2015년에 전 세계적으로 개봉된 장편영화 <숀더쉽>을 제작하기 위해 스튜디오 카날과 독립 영화 제작 제휴관계를 발표하였다. 그들의 첫 번째 협력의 성공에 뒤이어 아드먼과 스튜디오 카날은 아카데미 상을 받으며 2018년에 개봉될 닉 파크 (Nick Park )의 선사시대 모험영화인 <얼리맨(Early Man)>을 발표했다.
또한 Shaun the Sheep의 5번째 시리즈 , <Shaun the Sheep : The Farmer 's Llamas>를 2015년 크리스마스를 위해 제작하고 있으며 다양한 장편 영화 프로젝트가 개발 되고있다.
아드먼 스튜디오의 명성이 영국과 해외에서 모두 커짐에 따라 광고 , 브랜드 컨텐츠 및 디지털 작업에 대한 수요도 증가하고 있다. 혁신적인 광고 소재 및 인상적인 멘트를 이용한 영국 전쟁 박물관, 독특한 BBC 라디오 예고편, 구글 스포트라이트 기술, 글로벌 영화 광고 등 다양한 분야에서 아드먼의 독창적인 아이디어가 크게 기여하고 있다.
아드먼은 계속해서 상호작용 경험, 테마 파크, 라이브 쇼 및 개발 전시회 등 다양한 포트폴리오를 확장하면서 전 세계적으로 행사와 라이브 이벤트 사업을 발전시키고 있다.

## 아드믹스(Aard-mix)
아드먼 스튜디오는 캐릭터들의 움직임을 표현할 점토를 직접 만든다. 이를 ‘아드 믹스(Aard-mix)’라고 부르는데, 아드믹스는 아드먼 스튜디오에서 자체 개발한 공작용 점토여서 제조 방법을 철저히 비밀에 부치고 있다. 또한 아드믹스는 보통 클레이 점토보다 유연하지만 쉽게 굳지 않는 특징을 지녔다. 이 때문에 자연스러운 동작과 표정을 나타낼 수 있으며 형태를 비틀거나 변형시켜도 부서지지 않아 다양한 연출이 가능하다. 배경 위에 설치된 점토 주인공들을 직접 손으로 만져 아주 조금씩 동작과 표정을 변화시키고, 그때마다 사진 한 장씩을 촬영하는데 이 한 장 한 장을 연결하면 움직이는 동영상이 된다.

## 제작 작품

### 장편 영화
| # | 제목                                                                             | 개봉일           | 국내 개봉일      | 제작비      | 수익            | RT   | 배급                   |
| - | -------------------------------------------------------------------------------- | ---------------- | ---------------- | ----------- | --------------- | ---- | ---------------------- |
| 1 | 치킨 런 Chicken Run                                                              | 2000년 6월 30일  | 2000년 12월 16일 | 4500만 달러 | 2억 2480만 달러 | 97%  | 드림웍스 애니메이션    |
| 2 | 월레스와 그로밋: 거대 토끼의 저주 Wallace & Gromit: The Curse of the Were-Rabbit | 2005년 10월 14일 | 2005년 11월 4일  | 3000만 달러 | 1억 9260만 달러 | 95%  | 드림웍스 애니메이션    |
| 3 | 플러쉬 Flushed Away                                                              | 2006년 12월 1일  | 2006년 11월 23일 | 1490만 달러 | 1억 7810만 달러 | 72%  | 드림웍스 애니메이션    |
| 4 | 아더 크리스마스 Arthur Christmas                                                 | 2011년 11월 11일 | 2011년 11월 25일 | 1000만 달러 | 1억 4720만 달러 | 92%  | 소니 픽처스 애니메이션 |
| 5 | The Pirates! In an Adventure with Scientists!                                    | 2012년 3월 28일  | 빈칸             | 5500만 달러 | 1억 2310만 달러 | 87%  | 소니 픽처스 애니메이션 |
| 6 | 숀더쉽 Shaun the Sheep Movie                                                     | 2015년 2월 6일   | 2015년 8월 13일  | 2500만 달러 | 1억 620만 달러  | 99%  | 스튜디오카날           |
| 7 | 얼리맨 Early Man                                                                 | 2018년 1월 26일  | 2018년 5월 3일   | 5000만 달러 | 빈칸            | 빈칸 | 스튜디오카날           |
| 8 | 숀더쉽 더 무비: 꼬마 외계인 룰라! A Shaun the Sheep Movie: Farmageddon           | 2019년 10월 18일 | 2020년 2월       | 빈칸        | 빈칸            | 빈칸 | 스튜디오카날           |

### 텔레비전 시리즈 (단편)
| 제목                                                                   | 시작             | 종료              | 방송사         |
| ---------------------------------------------------------------------- | ---------------- | ----------------- | -------------- |
| 계란 대 경주 The Great Egg Race (오프닝 제목)                          | 1979년           | 1986년            | BBC            |
| 모프의 신기한 여행 The Amazing Adventures of Morph                     | 1980년 10월 13일 | 1981년            | BBC            |
| 정신 나갔다 Round the Bend (segments)                                  | 1989년 1월 6일   | 1991년 7월 1일    | ITV            |
| 모프 파일 The Morph Files                                              | 1995년 7월 1일   | 1995년 9월 23일   | BBC            |
| 렉스 더 런트 Rex the Runt                                              | 1998년 12월 21일 | 2001년 12월 16일  | BBC Two        |
| 화난 아이 Angry Kid                                                    | 1999년           | 2007년            | BBC Four       |
| 월리스와 그로밋의 멋진 발명품 Wallace & Gromit's Cracking Contraptions | 2002년 10월 15일 | 2002년 크리스마스 | BBC One        |
| 시연자들 The Presentators                                              | 2003년           | 2004년            | 니켈로디언     |
| 동물원 인터뷰 Creature Comforts                                        | 2003년 10월 1일  | 2007년 6월 18일   | ITV            |
| 행성 스케치 Planet Sketch                                              | 2005년           | 2010년            | CITV           |
| 퍼플과 브라운 Purple and Brown                                         | 2006년           | 2007년            | 니켈로디언     |
| 핍과 포그 Pib and Pog                                                  | 2006년           | 2006년            | BBC            |
| 못 말리는 어린 양 숀 Shaun the Sheep                                   | 2007년 3월 5일   | 현재              | CBBC           |
| 동물원 인터뷰 미국편 Creature Comforts America                         | 2007년 6월 4일   | 2007년 6월 18일   | CBS            |
| 찹 쇼키 축스 Chop Socky Chooks                                         | 2008년 3월 17일  | 2008년 11월 28일  | 카툰네트워크   |
| 우당탕 마을 A Town Called Panic                                        | 2009년 1월       | 2009년 1월        | 니켈로디언     |
| 내 친구 티미 Timmy Time                                                | 2009년 4월 6일   | 2012년 7월 13일   | Cbeebies       |
| 월리스와 그로밋의 발명의 세계 Wallace and Gromit's World of Invention  | 2010년 11월 3일  | 2010년 12월 8일   | BBC            |
| 캐니멀 Canimals                                                        | 2011년 6월 9일   | 현재              | BRB 인터내셔널 |
| DC 네이션 단편 모음 DC Nation Shorts                                   | 2011년 11월 11일 | 2014년 7월 27일   | 카툰네트워크   |
| 못 말리는 어린 양 숀 3D Shaun the Sheep 3D                             | 2012년 3월 7일   | 2012년 6월 13일   | 닌텐도 비디오  |
| 못 말리는 어린 양 숀 챔피언쉽 Shaun The Sheep Championsheeps           | 2012년 7월 2일   | 2012년 7월 13일   | CBBC           |
| 신상 모프 Brand new Morph                                              | 2014년 7월 4일   | 2015년 3월 6일    | 유튜브         |
| 화난 아이의 부활 Angry Kid Revival                                     | 2015년 7월 3일   | 현재              | 유튜브         |
| 황금 모프 Golden Morph                                                 | 2015년 8월 7일   | 현재              | 유튜브         |
| 모프 테이프를 잃어버리다 Morph lost Tapes                              | 2015년 11월 6일  | 2015년 11월 15일  | 유튜브         |
| 모프 Morph                                                             | 2016년           | 현재              | 스카이 키드    |
| 데이비드 아텐보로를 소개합니다 Meet David Attenborough                 | 2016년 5월 6일   | 2016년 5월 8일    | BBC One        |

### 단편 영화
| 제목                                                                                          | 년도        | 참조          |
| --------------------------------------------------------------------------------------------- | ----------- | ------------- |
| 애니메이티드 컨버세이션: 노숙자 Animated Conversations: Down and Out                          | 1977년      |               |
| 애니메이티드 컨버세이션: 어느 점원의 고백 Animated Conversations: Confessions of a Foyer Girl | 1978년      |               |
| 컨버세이션 피스: 보호관찰에 관하여 Conversation Pieces: On Probation                          | 1983년      |               |
| 컨버세이션 피스: 판촉 Conversation Pieces: Sales Pitch                                        | 1983년      |               |
| 컨버세이션 피스: 의기 양양한 하루 Conversation Pieces: Palmy Days                             | 1983년      |               |
| 컨버세이션 피스: 부지런한 새 Conversation Pieces: Early Bird                                  | 1983년      |               |
| 컨버세이션 피스: 최신판 Conversation Pieces: Late Edition                                     | 1983년      |               |
| 달콤한 재앙: 바빌론 Sweet Disaster: Babylon                                                   | 1986년      |               |
| 무장 Going Equipped                                                                           | 1987년      |               |
| 월리스와 그로밋: 화려한 외출: 화려한 외출 Wallace & Gromit: A Grand Day Out                   | 1989년      |               |
| 동물원 인터뷰 Creature Comforts                                                               | 1989년      |               |
| 전쟁 이야기 War Story                                                                         | 1989년      |               |
| 식별 Ident                                                                                    | 1989년      |               |
| 다음 Next                                                                                     | 1989년      |               |
| 아담 Adam                                                                                     | 1991년      |               |
| 렉스 더 런트: 북극 옆으로 Rex the Runt: How Dinosaurs Became Extinct                          | 1991년      | [ 20 ]        |
| 렉스 더 런트: 꿈 Rex the Runt: Dreams                                                         | 1991년      | [ 20 ]        |
| 사랑한다, 사랑하지 않는다 Loves Me, Loves Me Not                                              | 1993년      |               |
| 핸드백 없인 안 돼요 Not Without My Handbag                                                    | 1993년      |               |
| 월리스와 그로밋: 전자바지 소동 Wallace & Gromit: The Wrong Trousers                           | 1993년      |               |
| 핍과 포그 Pib and Pog                                                                         | 1993년      |               |
| 팝 Pop                                                                                        | 1993년      |               |
| 월리스와 그로밋: 양털 도둑 Wallace & Gromit: A Close Shave                                    | 1995년      |               |
| 아트박스 묶음 The Art Box Bunch                                                               | 1995년      |               |
| 렉스 더 런트: 노스 바이 노스 폴 Rex the Runt: North by North Pole                             | 1996년      | [ 21 ]        |
| 와트의 돼지 Wat's Pig                                                                         | 1996년      |               |
| 오자트 Owzat                                                                                  | 1997년      |               |
| 무대 공포 Stage Fright                                                                        | 1997년      |               |
| 따분함 Humdrum                                                                                | 1998년      |               |
| 알 덴테 Al Dente                                                                              | 1998년      |               |
| 미노타우루스와 아기 오리 너킨 Minotaur and Little Nerkin                                      | 1999년      |               |
| 투표하지 않는 자 The Non-Voters (BBC 선거 취재)                                               | 2004년      |               |
| 화난 아이: 네가 누구라고 생각하니? Angry Kid: Who do you think you are?                       | 2004년      | [ 22 ]        |
| 월리스와 그로밋: 빵과 죽음의 문제 Wallace & Gromit: A Matter of Loaf and Death                | 2008년      |               |
| 꿀꺽 Gulp                                                                                     | 2011년      |               |
| 태양의 피부병 The Itch of The Golden Nit                                                      | 2011년      |               |
| DC 네이션에서 가장 재미있는 이야기(DC 네이션 단편 모음) DC's World Funnest (DC Nation Shorts) | 2012-2014년 |               |
| 내 친구 티미: 티미의 크리스마스 깜짝 선물 Timmy Time – Timmy's Christmas Surprise             | 2011년      |               |
| 내 친구 티미: 티미의 해상 구조대 Timmy Time – Timmy's Seaside Rescue                          | 2012년      |               |
| 월리스와 그로밋의 주빌레 번터톤 Wallace & Gromit's Jubilee Bunt-a-thon                        | 2012년      |               |
| 해적! 그래서 해적이 되고 싶다고 The Pirates! So You Want to Be a Pirate!                      | 2012년      |               |
| 월리스와 그로밋의 음악적 경이로움 Wallace & Gromit's Musical Marvels                          | 2012년      |               |
| 어두운 면 Darkside                                                                            | 2013년      | [ 23 ] [ 24 ] |
| 구 Sphere                                                                                     | 2013년      |               |
| 좀비 요정 Zombie Fairy                                                                        | 2014년      | [ 25 ]        |
| 레이의 대단한 도전 Ray's Big Idea                                                             | 2014년      | [ 26 ]        |
| 속달 우편 Special Delivery                                                                    | 2015년      | [ 27 ]        |
| 충만 Full ANL(Aardman Nathan Love)                                                            | 2015년      |               |
| 못 말리는 어린 양 숀: 농부의 라마 Shaun the Sheep: The Farmer's Llamas                        | 2015년      |               |
| 맥 Mac                                                                                        | 2016년      | [ 28 ]        |
| NSPCC                                                                                         | 2016년      | [ 29 ]        |
| "Visual this"                                                                                 | 2017년      | [ 30 ]        |

### 앱 게임
| 제목                                                                   | 년도   | 참조   |
| ---------------------------------------------------------------------- | ------ | ------ |
| 마법사 대 외계인: 바쉬타르의 눈 Wizards vs Aliens: The Eye of Bashtarr | 2013년 | [ 31 ] |
| 달팽이의 탈출 Escargot Escape Artistes                                 | 2015년 | [ 32 ] |

### 뮤직 비디오
- Sledgehammer (피터 가브리엘) (1986)
- My Baby Just Cares for Me (니나 시몬) (1987)
- Barefootin (로버트 파커) (1987)
- Viva Forever (스파이스 걸스) (1998)
- Gridlock (화난 아이 사운드트랙) (1999)
- Life's A Treat (숀 더 쉽 사운드트랙) (2007)
- Santa Claus Is Coming to Town (저스틴 비버 커버) (2011)
- Life's A Treat (Rizzle Kicks Remix) (2015)
- Feels Like Summer (숀 더 쉽 사운드트랙) (2015)
- "OFFF Barcelona 2016 Main Titles" (2017)[33]

### 광고
JING BANG
BRAZILIAN
WHEAT DREAMS
BLUBBER
TV INTERVIEW
RUSSIAN DOLLS
REGGAE REGGAE SAUCE
TAKE CONTROL
BLACK HOLE
HEIST
ANIMATE IT!
HEDGEHOG
NASCAR
SWING & DRIVE
HOLLYWOOD
PLANTS
GRAPEVINE
IF THE SHOES FIT
TIME TO LIVE UNLIMITED
LITTLE GOAT
DISCOVERY CHANNEL IDENTS - CRAZY ONES
TWISTMAS - JET SLED
LAZER GRAZER
CLUTCH
TA-DAH
KINDLE - ONCE UPON A TIME
ERMIGHURT AT BREAKFAST
NEWSPAPER
JUBILEE BUNT-A-THON
ARCTIC
ALL NEW GOOD OLD FASHIONED LOAN
THE KIPLING CUP
GIMMICKS
UNDER THE OAK TREE
A PIGS TAIL
MAYO CHIPS
ORANGE
PLAIN PLEASURES
PIZZA BOXES
REET WHEATS
DUDDLE
DASANI
UNRAVEL
TURBO
PADDLEPAK UNDERWATER
HEART OF ASIA
LEAVING
BILLIARDS
ORANGE GROVE
WILDSCREEN
PHONE A FRIEND
PAINTINGS
CIRCUS
CAROLLERS
WE CAN HELP
CURIO JUNGLE
GREAT BALLS OF FIRE
MUSIC MATTERS - SIGUR ROS
MUSIC MATTERS - NICK CAVE
HEADS
MORPH VS BANKSY
MECHANIC
GINGERBREAD
LOOP
MAESTRO
GRAN TACLORES SERIES
NEWSROUND
DELIVERY MAN
XMAS
SAY FREEZE
CHEESEHEAD
ZIMZ'S TRAP
TRAPEZE
INSHEEPSULATION
H-H-HOT
BOILER
GUILT
YO TOY DAISY
THAT MITCHELL & WEBB LOOK
POLAR BEAR
DINOSAUR
COUNTRYSIDE CODE
DOT
ORANGE
Q4 MUSIC 01
Q4 MUSIC 02
EPISODE 9 - SEX TAPE
NICKELODEON
MURPHYS
MICROSOFT 01
MICROSOFT 02
SIGNS
LESSON
ALFIE
STUFF VS STUFF - CAN
PLATES
STICK
STEAKHOUSE
WIND IN THE WILLOWS
MUM
CLUSTEROIDS
GREAT EXPECTATIONS
BLOBS MONTAGE
MULTICAR
THIS WEEK
RED RIDING HOOD
PASS
LAUNCH
CAMERA
CHAMPAGNE
WALLACE AND GROMIT'S HANGOUT
DIGIT-AL DRINKS
WATER
WIJ'S DISCOVERY
GULP
HIPOTECAS
CHARLES DICKENS
HOUSE OF FUN
YELLOW BELLY
LOVE AND SEX
DIGIT AL DEP'S
AARDMAN FEATURES LOGO
SHINE CLIP
BAD OUTFIT
MOVIES
NICKELODEON
REAL TARGETING
GET DIRTY
WINTER
SMART RESTART
GERMS SMELL
'OH BROTHER' MONTAGE
BOOK 4 HELICOPTERS CLIP
DARKSIDE CUTDOWN
RIPPLE
NEW JOB SATURATED FAT
FIREWORKS
JOURNEY TO BRAZIL
SAVE A BIRD THIS CHRISTMAS
UPSIDE DOWN
HIPPY DINNERS TRAILER
DIRT INVADERS
MINI EGGS
STORYTIME APP TRAILER
NIGHT RESCUE
POWER UPS
POP IDLE
CGI MONTAGE
CHANGE A LIFE WITH A LOAN
INTRODUCING PIGBY & FRIENDS
VIMTOAD
THE FLIGHT OF THE STORIES
THANK YOU TREES - PHOTOS
THANK YOU TREES - GOALS
THANK YOU TREES - DRY SPOTS
MUCUS RELIEF
WALLET
PAINED PAINT
GULP
THANK YOU TREES
DOUBLE WHAMMY BRICKS
STORIES OF BETTER
SUMO
SARAH'S STORY
MORPH-COMIC RELIEF 2015
TOOTHPASTE
LITTLE MONKEYS
ASA LUCANDER SHOWREEL
GREEN IS GOOD
DOUBLE WHAMMY LIGHTNING
BRIGHT IDEA
WALLACE AND GROMIT - HINTS
THE DECISION
DAVE IDENTS
ONLY HUMAN
HAMMOCK
SQUASH AND STAMP STING
HIGH FLYING
CONSERVATION - AC/ TUNE UP
COFFEE BREAK
PERCENT
FOOD FIGURES
AFFECTION
CORE STORY
CELEBRATING 10 YEARS OF GÜ
MAGDALENA OSINSKA SHOWREEL
NIGHT AND DAY
FATHER'S DAY
DRAG AND DROP
QUENCHER
HOLIDAYS AT HOME ARE GREAT
MONKFISH
ANTHILL
SO CLOSE
NINJA MUM
COW MUM
#STAYINTHEGAME
BURSTS OF HAPPINESS
GREEN TEA DANCE
SPIRIT TRACKS
TRAFFIC
HOME INSURANCE
SANDWICH TWINS
COTTON BUD
SLAPSTICK PROMO
RAIN
TRAIN
RED TAPE
MOTHER'S DAY CARDS
V. HAPPY
LET'S GO ORIENTAL
SLEEPING CITY
MULTI CAR
MUDDY PUDDLES
MONSTER STAINS
MOUNTAIN TOP
GOLDEN DISCOVERY
ALLERGY DRAGON
TOAD OFF
BEARDIMATION
FIRST DATE
CARDS
RHINO
SANTA'S STAR
ON THE MARKET
EMOTIONAL EATING
THE ORGASM GAP
PERFECT
MARY POPPINS
PROMO
FOAM AROMA
THE WORLD IS AT YOUR FEET
FRUBES – TRY ME FROZEN
SUMMER SALE
DOGGIE DIG
HEADBOMZ
TIME MACHINE
THE BIG SOFA TEST
BBC RADIO 4 'MARS' CUTDOWN
HAPPY FACTORY
THE MIGHTY QUIZ
JOY OF HOME
SIMPLE IS SMART
TAKING CARE OF COMFORT
WAKE UP
BRIGHT LITTLE NUTS - NUTWINGS
SNACKING
STARBUCKS
LITTLE BIG PLANET
FIFA '20 CENTRES FOR 2010'
JAMFACTORY SHOWREEL
THE RACE
THE FRESH KID IN TOWN
MAMMOTH WINTER SALE
SUPER TRAIN
SPROUT SHAKE
A CALL TO ACTION

## 수상 내역
| 작품                                                                              | 수상년도 | 수상내역 |
| --------------------------------------------------------------------------------- | -------- | --- |
| 동물원 인터뷰(Creature Comforts)                                                  | 1990년   | - BAFTA 최우수 애니메이션 노미네이션 - 히로시마 국제 애니메이션 페스티벌 특별 심사위원 상 수상 - 오타와 국제 애니메이션 페스티벌 그랑프리 3위 |
| 동물원 인터뷰(Creature Comforts)                                                  | 1991년   | - 미국 아카데미 최우수 단편 애니메이션 상 수상 - 안시 국제애니메이션 페스티벌 특별 심사위원 상 수상 - 유럽 카툰 포럼 카툰 금상(Cartoon d’Or) 수상 - 클레르망-페랑 국제 단편 영화제(Clermont-Ferrand International Short FilmFestival) 심사위원 특별 멘션 국제 경쟁 부문 수상 |
| 동물원 인터뷰(Creature Comforts)                                                  | 2003년   | - 시드니 영화제 청중 상 최우수 단편 상 수상 |
| 월래스와 그로밋: 전자바지 소동(Wallace & Gromit: The Wrong Trousers)              | 1993년   | - 발라돌리드 국제 영화제 단편 부문 심사위원 특별 상 수상 |
| 월래스와 그로밋: 전자바지 소동(Wallace & Gromit: The Wrong Trousers)              | 1994년   | - 미국 아카데미 최우수 단편 애니메이션 상 수상 - BAFTA 최우수 애니메이션 상 수상 - 유럽 카툰 포럼 카툰 금메달 수상 - 클레르망-페랑 국제 단편 영화제 청중 상 국제 경쟁 부문 수상, 언론 상 국제 경쟁 부문 수상, 심사위원 특별 멘션 국제 경쟁 부문 수상 - 히로시마 국제 애니메이션 페스티벌 카테고리 G 페스티벌 상 수상 - 오타와 국제 애니메이션 페스티벌 관객상 수상, 그랑프리 수상 - 시애틀 국제 영화제 최우수 단편 영화 부분 골든 스페이스 니들 상 수상 - 탐페레 국제 단편 영화제 그랑프리 수상 - 자그레브 국제 애니메이션 페스티벌 그랑프리 수상 |
| 월래스와 그로밋: 양털 도둑(Wallace & Gromit: A Close Shave)                       | 1996년   | - 미국 아카데미 최우수 단편 애니메이션 상 수상 - BAFTA 최우수 애니메이션 상 수상 - 자그레브 국제 애니메이션 페스티벌 인터넷 투표 상 수상 - 아니마 문디(Anima Mundi) 애니메이션 페스티벌 최우수 영화 관객 상 수상 - 브로드캐스팅 프레스 길드 상 최우수 오락물 상 수상 - 시카고 국제 아동 영화제 감독 상 애니메이션 심사위원 상 수상, 단편 애니메이션/비디오 부문 어린이 심사위원 상 수상 - 포트로더데일 국제 영화제 최우수 단편 부문 심사위원 상 수상 - 국제 애미 상 대중예술 상 수상 - 오타와 국제 애니메이션 페스티벌 비 시리즈 텔레비전 애니메이션 부문 수상 - 팜 스프링 국제 단편 영화제 최우수 애니메이션 부문 관객 상 수상, 심사위원 상 수상 - 영국 왕립 텔레비전 학회 최우수 프로덕션 디자인 오락 및 비 드라마 부문 수상, 최우수 음악 비 드라마 부문 수상 - 탐페레 국제 단편 영화제 국제 경쟁 부문 최우수 애니메이션 상 수상 |
| 월래스와 그로밋: 양털 도둑(Wallace & Gromit: A Close Shave)                       | 1997년   | - 월드 애니메이션 셀러브레이션 최우수 스톱모션 상 수상 - 안시 국제애니메이션 페스티벌 관객 상 수상 - 오르후스(Århus) 영화제 관객 상 수상 - 알가브(Algarve) 국제 영화제 최우수 관객 상 수상 |
| 무대 공포증(Stage Fright)                                                         | 1998년   | - BAFTA 최우수 단편 애니메이션 상 수상 - 브뤼셀 국제 영화제 최우수 유럽 단편 부문 크리스털 스타 상 수상 - 몰로디스트(Molodist) 국제 영화제 최우수 애니메이션 노미네이션 - 팜 스프링 국제 단편 영화제 최우수 애니메이션 부문 심사위원 상 수상 |
| 월래스와 그로밋: 거대 토끼의 저주(Wallace & Gromit: The Curse Of The Were-Rabbit) | 2005년   | - 어워드 서킷 커뮤니티 어워드 최우수 극장 애니메이션 2등 상 수상 - 플로리다 영화 비평 서클 어워즈 최우수 애니메이션 상 수상 - 국제 영화 음악 비평가 상 코미디 영화 최우수 오리지널 작곡 부문 수상 - 캔자스시티 영화 비평가 서클 어워즈 최우수 애니메이션 영화 부문 수상 - 로스엔젤레스 영화 비평가 협회 상 최우수 애니메이션 부문 수상 - 미국 모션 픽쳐 사운드 에디터스 외국 극장 영화 최우수 사운드 편집 부문 골들 릴 상 수상 - 뉴욕 영화 비평사 서클 어워즈 외국 극장 애니메이션 부문 2등상 수상 - 댈러스포트워스 영화 비평가 협회 상 최우수 애니메이션 수상 - 골든 슈모스(Golden Schmoes) 어워즈 올해의 최우수 애니메이션 영화 부문 수상 - 라스베가스 영화 비평가 협회상 최우수 애니메이션 영화 부문 시에라 상 수상 - 온라인 뉴욕 영화 비평가 최우수 극장 애니메이션 부문 수상 |
| 월래스와 그로밋: 거대 토끼의 저주(Wallace & Gromit: The Curse Of The Were-Rabbit) | 2006년   | - 미국 아카데미 올해의 최우수 애니메이션 영화 상 수상 - BAFTA 최우수 영국 영화 알렉산더 코다 상 수상, 어린이 상 수상 - 미국 SF, 판타지, 공포 영화 아카데미 최우수 극장 영화 부문 토성 상 수상 - 앙시 국제 애니메이션 페스티벌 최우수 극장 영화 크리스털 상 노미네이션 - 애니상 최우수 극장 애니메이션, 최우수 애니메이션 효과, 최우수 캐릭터 애니메이션, 극장 애니메이션 제작 최우수 캐릭터 디자인, 극장 애니메이션 제작 최우수 음악, 극장 애니메이션 제작 최우수 프로덕션 디자인, 극장 애니메이션 최우수 스토리보드, 극장 애니메이션 최우수 성우연기, 극장 애니메이션 최우수 각본 등 10개 부문 수상, 최우수 캐릭터 애니메이션, 극장 애니메이션 최우수 스토리보드, 극장 애니메이션 최우수 성우 연기 노미네이션 - 보딜 어워즈 최우수 비 미국 영화 부문 노미네이션 - 브리티시 코미디 어워즈 최우수 코미디 상 수상 - 브로드캐스트 영화 비평가 협회 상 최우수 극장 애니메이션 비평가 상 수상 - 센트럴 오하이오 영화 비평가 협회 최우수 영화 상 3등 수상 - 영국 엠파이어 어워즈 최우수 감독 상 수상, 올해의 장면, 최우수 코미디, 최우수 브리티시 영화 부문 노미네이션 - 유럽 영화제 최우수 유럽 영화 부문 관객 상 노미네이션 - 제네시스 어워즈 극장 애니메이션 부문 수상 - 골드 더비 어워즈 극장 애니메이션 부문 수상 - 휴고 어워즈 최우수 장편 드라마 노미네이션 - 미국 키즈 초이스 어워즈 인기 애니메이션 부문 노미네이션 - 런던 비평가 협회 영화 상 올해의 브리티시 영화, 올해의 브리티시 제작자 부문 노미네이션 - 미국 모션 픽쳐 사운드 에디터스 극장 애니메이션 최우수 사운드 편집 부문 골든릴 상 수상, 외국 극장 영화 최우수 사운드 편집 노미네이션 |
| 월래스와 그로밋: 빵과 죽음의 문제(Wallace & Gromit: A Matter of Loaf and Death)   | 2009년   | - BAFTA 어워즈 최우수 단편 애니메이션 부문 수상 - 안시 국제애니메이션 페스티벌 안시 크리스털 상 노미네이션 - 애니 어워즈 최우수 단편 애니메이션 부문 수상 - 브로드캐스팅 프레스 길드 어워즈 최우수 코미디/오락물 부문 노미네이션 - 유럽 카툰 포럼 카툰 금상 노미네이션 - 시카고 국제 어린이 영화제 단편 애니메이션 또는 비디오 부문 어린이 심사위원 상 2등 상 수상 |
| 월래스와 그로밋: 빵과 죽음의 문제(Wallace & Gromit: A Matter of Loaf and Death)   | 2010년   | - 미국 아카데미 어워즈 최우수 단편 애니메이션 부문 수상 |

## 화재
월래스와 그로밋의 첫 번째 장편영화 <월래스와 그로밋: 거대토끼의 저주>가 개봉 첫주 전미 박스오피스 정상을 차지해 자축 무드에 취해 있던 아드먼 스튜디오가 2005년 10월 10일 월요일 새벽 5시30분(현지시각) 브리스틀 스튜디오에서 발생한 화재로 귀중한 자료들을 잃었다. 30m까지 솟구친 화염으로 창고는 내부 3층이 모두 무너졌지만 요행히 인명피해는 발생하지 않았다. 아드먼의 대변인 아서 셰리프는 “최악의 타이밍이었다. 축연을 벌여야 할 시간에 우리의 역사를 잃어버렸다”고 슬픔을 표했다.
<BBC> <버라이어티> <CNN>에 따르면, 1986년 아드먼 스튜디오에 합류한 닉 파크 감독의 초기작 <동물원 인터뷰>와 <월래스와 그로밋> 단편 삼부작 <화려한 외출> <전자바지 소동> <양털 도둑>의 피규어, 세트, 소도구와 오리지널 스토리보드 일부가 화재로 소실됐다. 아드만의 첫 아이로 불리는 <모프>와 최초 장편 <치킨 런>의 자료들도 함께 불탔다. 특히 <월레스와 그로밋> 컬렉션은 최근 일본 전시를 마치고 얼마 전 고향으로 돌아온 터라 아쉬움을 더했다. 극도로 노동집약적인 클레이애니메이션의 제작과정을 대중에 알리는 데 적극적이던 아드만 스튜디오 스탭들은 스케치와 스토리보드의 소실을 가장 가슴 아파하고 있다고 <버라이어티>는 전했다.
불행 중 다행은 런던 히스로공항 부근 창고에 따로 보관한 아드먼 작품의 오리지널 프린트들이 화마를 피했다는 것. 최신작 <월래스와 그로밋: 거대토끼의 저주>도 프로모션 여행 중이던 닉 파크 감독과 브리스틀의 다른 전시장이 피규어와 세트를 보관하고 있던 덕택에 피해를 면했다. 한편 닉 파크 감독은 “아드먼에는 더없이 가치있는 소중하고 추억어린 컬렉션이 타버렸지만 남아시아의 지진에 비하면 우리의 상실은 상대적으로 큰 비극이 아니다”라는 반응으로 클레이애니메이터다운 낙천성과 침착한 태도로 비극을 받아들였다.

## 도전
아드먼 애니메이션이라고 하면 클레이 스톱모션으로 유명하지만 이 외에도 2D, 3D 애니메이션부터 숏필름, 장편영화까지 다양한 분야의 애니메이션에 도전하고 있다. 예를 들어 클레이 애니메이션이라고 하면 대부분 입체적인 3D형태라고 생각하지만 아드먼 스튜디오에서는 그 틀을 깨고 2D형태의 클레이 애니메이션을 만들고자 하였다. 그렇게 만들어진 작품이 ‘렉스 더 런트(Rex The Runt)’ 로 클레이를 최대한 얇고 납작하게 만들어 평평한 느낌이 살아나도록 노력하였다고 한다. 또한 아드먼 스튜디오에서는 세계에서 가장 크고 작은 스톱모션 애니메이션을 만들자는 프로젝트를 진행하였다. 그 결과 단편 <Gulp>는 영국 사우스 웨일즈의 펜다인(Pendine) 해변의 모래사장 3천 3백여 평을 무대로 제작되어 기네스북에 ‘세계에서 가장 큰 스톱모션 애니메이션 세트’로 등재되었다. 이와 정반대 콘셉트의 단편 <Dot>은 현미경을 통해서만 보이는 9밀리미터, 1센티가 채 안 되는 크기의 캐릭터가 등장하는 스톱모션 애니메이션이다. 파도에 쫓기듯 도망치는 소녀 ‘Dot’은 다니엘 플레처(Daniel Fletcher) 교수가 현미경을 대신하여 의료용으로 사용하는 셀스코프(CellScope)를 노키아폰에 장착하여 촬영하였다. <Dot> 역시 기네스북에 ‘세상에서 가장 작은 스톱모션 애니메이션 캐릭터’로 등재되었고, 2011년 웨비 어워즈(Webby Awards)에서 수상했다.

## 국내 전시회
아드만 애니메이션展(in Seoul)
프랑스, 독일, 호주를 거쳐 서울 DDP에서 개최되는 대규모 전시로 아드만의 초창기 작품부터 소품, 가치관, 비하인드 스토리까지 만날 수 있다.
기간 : 2018. 4. 13. ~ 2018. 7. 12.
목차 : 아드만은 누구인가? - 아이디어가 드로잉으로 - 드로잉이 조각으로 - 자연 - 기계와 발명품들 - 집과 건축물 - 장인들 - 조명으로 형태를 띠다 - 움직임이 빛에 형태를 부여하다

## 같이 보기
- 드림웍스 애니메이션
- 소니 픽처스 애니메이션